# Skultuna Messingsbruk

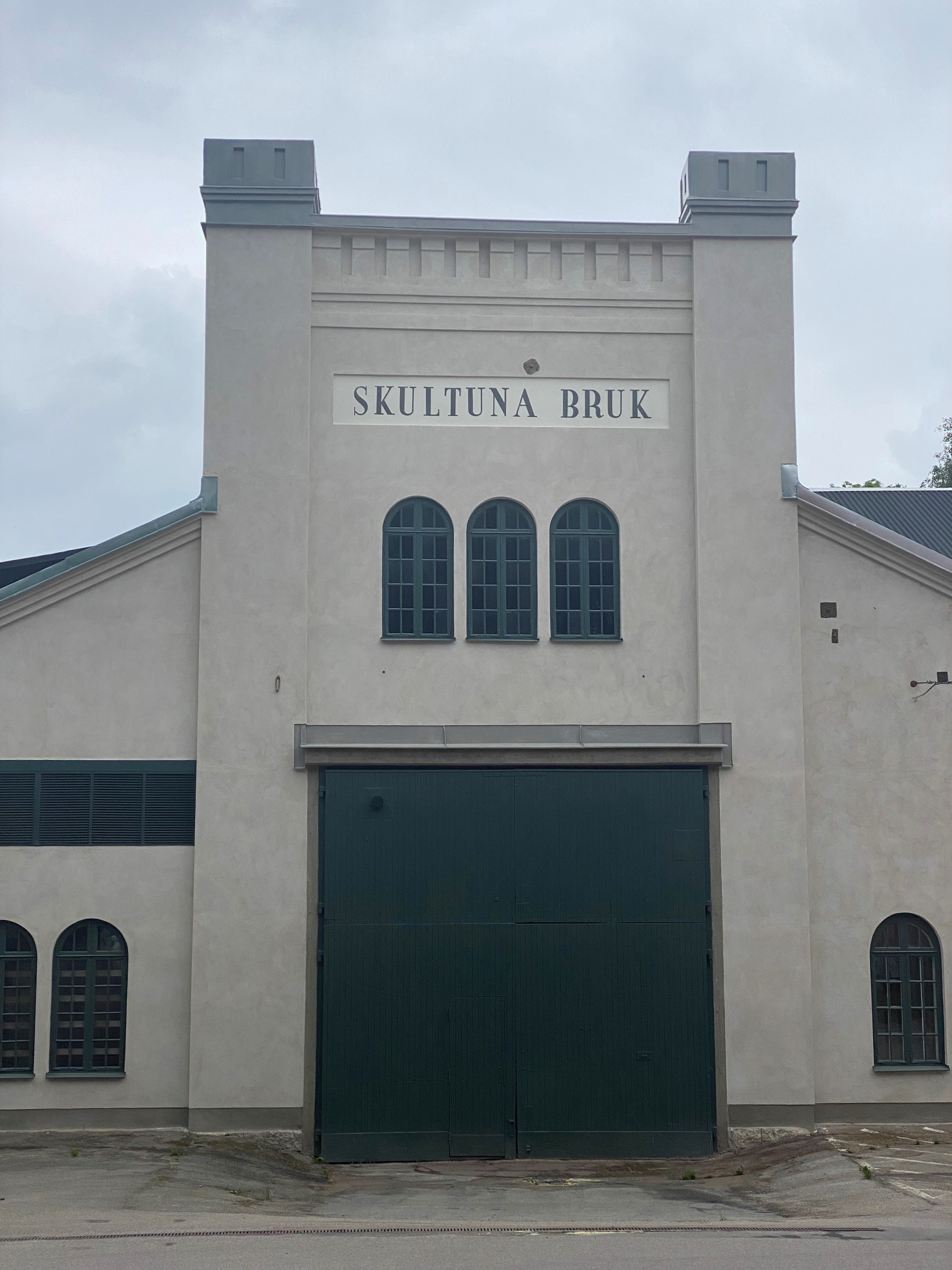
Skultuna Messingsbruk, den gamla porten, nyrenoverad 2021.

Skultuna Messingsbruk AB med varumärket Skultuna 1607 är ett av världens äldsta fortfarande aktiva företag, beläget i Skultuna , Västmanland. Bruket grundades år 1607 på order av Karl IX. Skultuna Bruk är idag ett av Sveriges och Västmanlands största turistmål med Skultuna Flagship Store, Bistro Bruket, Museum och Outlet. Bolaget har även egna butiker på Stureplan och Götgatan i Stockholm samt i Göteborg. Gjutning och produktion av komponenter ligger idag hos ledande underleverantörer världen över, en stor del tillverkas i Sverige. Samtidigt pågår produktionen i fabriken på bruket i Skultuna i en obruten linje sedan början av 1600-talet, idag är det främst slutbearbetningar som utförs i Skultuna såsom trumling, polering, slipning, montering, paketering och slutkontroller. Skultuna är sedan länge hovleverantör.

## Historia

### Skultuna Bruk grundas av Karl IX

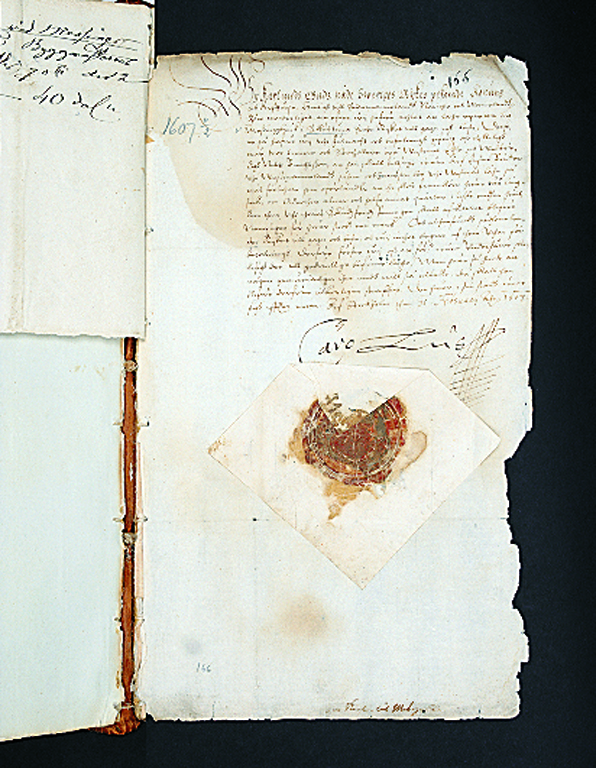
Privilegiebrevet med order om brukets uppförande signerat av Karl IX den 11 februari 1607

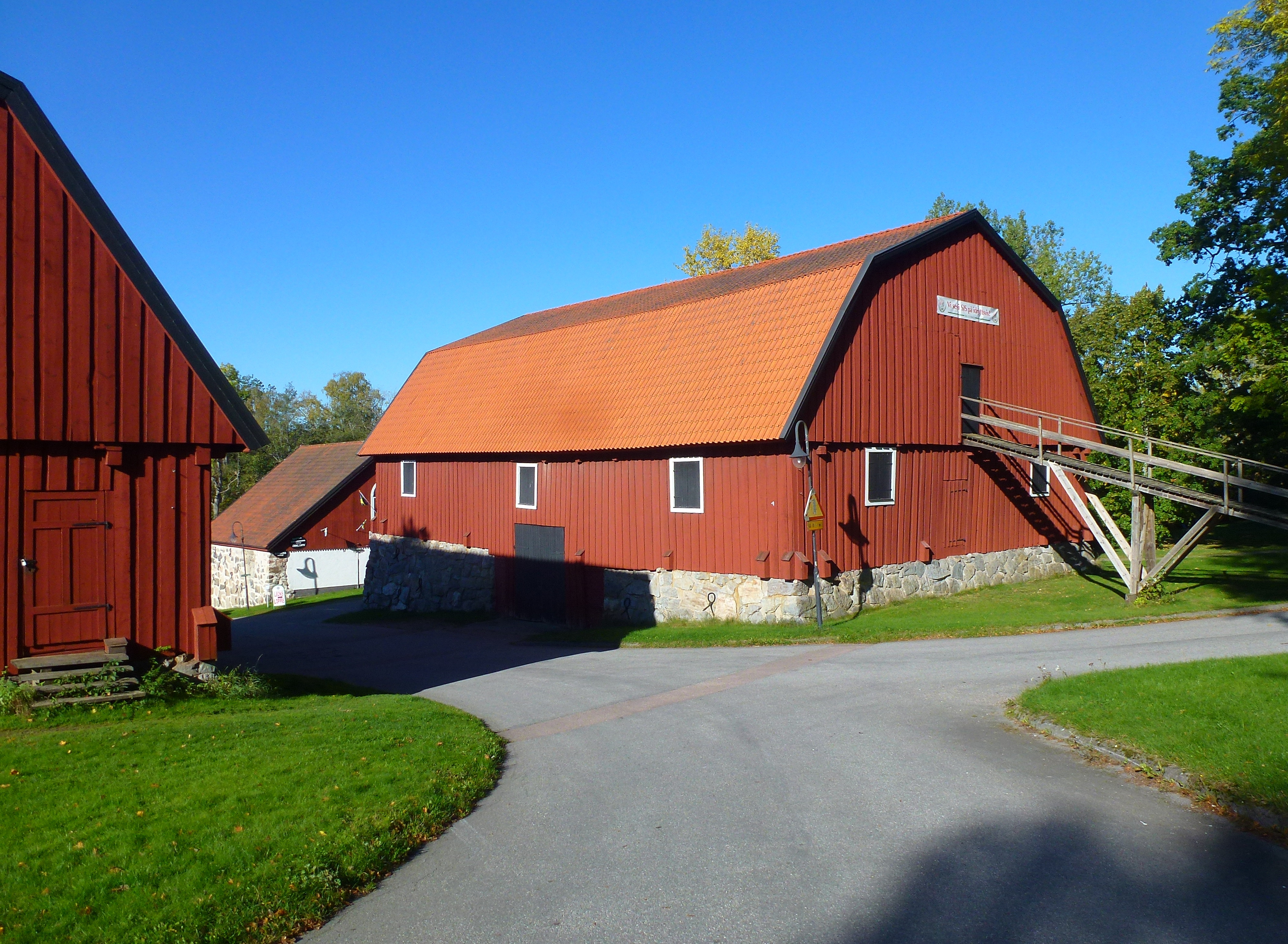
Skultuna Messingsbruk, bruksmiljön.

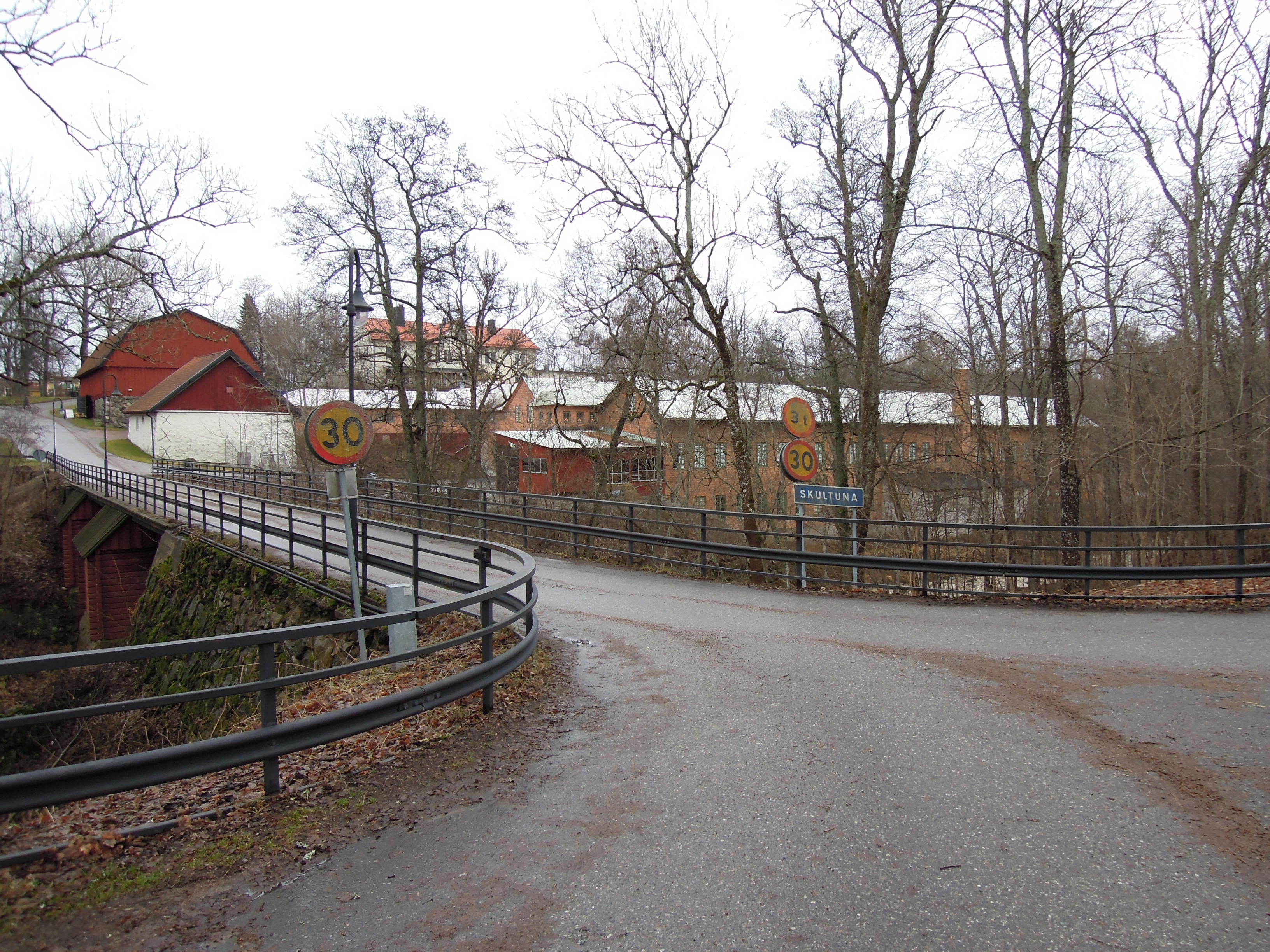
Bron över Svartån. På andra sidan från vänster: Kolhus, brukshotell och verkstäder.

Skultuna Bruk anlades år 1607 av Karl IX. Genom att förädla koppar till mässing skulle importen av mässing kunna minskas, exportinkomsterna ökas och därmed förbättra rikets ekonomi, samtidigt skulle man få ökad avsättning för kopparen från Falu koppargruva. Redan på 1500-talet hade mässingsbruk anlagts i Vällnora och i Höjen utanför Arboga, men de var verksamma ganska kort tid. 1606 grundades dock Nyköpings mässingsbruk och året därpå bruket i Skultuna. Att mässingsbruket kom att anläggas just vid Skultuna berodde på att där fanns tillgång till Svartåns vattenkraft och att avståndet till Falu koppargruva inte var alltför långt. Dessutom fanns det i området gott om skog för träkolstillverkning.
Skultunas förste arrendator blev Jacob Johansson, Mäster Jacob Mässingsmakare. Han och hans närmaste efterträdare hitkallades från mässingsindustrin i Tyskland och Nederländerna. Under första året ägnade man sig främst åt att riva äldre byggnader på platsen och transportera material. Ursprungligen var tanken att anlägga bruket vid den nedersta av Skultunas tre forsar, där Vads kvarn låg. En såg på platsen revs 1608. Området visade sig dock för litet och man började snart bygga vid Gäddström. Under 1608 uppfördes hyttan och verkstäderna. Hösten 1608 anlände de hitkallade mässingsarbetarna, men då fanns då inget arbete för dem så de måste sysselsättas med annat. Under 1609 sattes mässingsarbetarna att i stället smida de järnredskap som skulle användas vid tillverkningen. 1610 levererades den första kopparen till Skultuna, och troligen skedde den första tillverkningen av mässing 1611. Samma år startade Kalmarkriget och under dessa år var produktionen mycket sparsam. Under de första åren tillverkades mässingsplåtar (latun), tråd och kittlar. En notis i Älvsborgs lösen visar att det 1613 även fanns en gjutare vid Skultuna. Troligen tillverkades även andra varor.
Den äldsta bevarade ljuskronan som möjligen tillverkats vid Skultuna finns i Vårfrukyrkan i Enköping och daterar sig från 1619.
Det fanns ett missnöje med hur produktionen vid Skultuna växte fram; ännu i början av 1620-talet var den ytterst blygsam. 1620 tecknades kontrakt med Arnold Duppengiesser, en kapitalstark företagare inom mässingsbranschen som man hoppades skulle kunna ge tillverkningen en ny skjuts. Ursprungligen var tanken att han skulle anlägga ett nytt mässingsbruk vid Gemnershögen utanför Västerås. 1624 övertog han dock i stället Skultuna och Jacob Johansson fick överta mässingsbruket i Västerås. Duppengiesser kom huvudsakligen att bosätta sig i Stockholm och sällan besöka Skultuna, som i stället sköttes av hans bokhållare Niklas Nottman. Duppengiesser avled 1630, hans stärbhus kom en tid att administrera bruket men 1631 övertog mässingsmakarna Kort Helmes och Simon Frunck arrendet. Troligen var tanken att låta två bruksarbetare överta driften tänkt som en tillfällig åtgärd, för att se till att arbetarna stannade kvar tills man kunnat få tag på en kapitalstark och kompetent ledare för bruket. Många av mästarna drog trots det vidare och av tre ugnar kunde endast en hållas igång. 1632 tog dock holländaren Winant Nacken över driften. Han hade tidigare arrenderat Vällinge och Nacka mässingsbruk. Under hans tid börjar mässingsbruket att expandera, han börjar även för första gången lära upp svenska mässingsarbetare. Winant Nacken avled plötsligt 1642, och en omfattande kamp om arvet vidtog. Den som kom att ta över Skultuna blev Hans Ludwig Schütz, som gift mig med en Johan Gerdes änka, Anna Simonsdotter Depken. Johan Gerdes hade stora fordringar på lån till Winant Nacken med Skultuna som säkerhet. Schütz var ingen fackman inom mässingsindustrin, att sköta driften överlät han på andra. Däremot var han en skicklig affärsman och både i att köpa in råvaror och sälja produkter från Skultuna. Schütz sysslade vid sidan om driften av Skultuna med handel i koppar. Han började på att producera mässing som halvfabrikat för leverans till gördelmakare i Stockholm i stället för egna produkter, samt framställning av mässingstråd, av vilken huvuddelen gick på export. När han avled 1650 hade Skultuna mässingsbruk blivit en lönsam verksamhet.
Vid Schütz död övertogs Skultuna av hans änka Anna Simonsdotter. Hon överlät brukets drift på Hans Kramer, som haft ansvaret för driften även under Schütz sista år. Även sedan hon 1658 gift om sig Erik Gabrielsson Emporagrius fick han fortsätta sköta Skultuna som gav god avkastning. Det kom dock att uppstå konflikt om arvsrätten till bruket mellan förmyndarna för Hans Ludwig Schütz barn och Anna Depkens barn och Annas barn i hennes tidigare äktenskap. Flera av barnen ingick förlikning, men dottern Katarina Depkens make, Olof Thegner, drev rätten till sin andel i bruket vidare och fick slutligen rätt 1666. Thegner verkar ha haft för avsikt att själv ta över Skultuna, löste 1667 in Hägervallens gård intill bruket och utverkade 1669 sätesfrihet på de hemman på vilka Skultuna bruk anlagts. Vid denna tid, i samband med fjärdepartsräfsten, hade dock ägarnas rätt till bruket satts i fråga. Thegner var troligen rädd att bli av med bruket då han 1670 sålde sina andelar till Abraham Cronström. 1667 hade Skultuna bruk drabbats av en brand där stamphuset för kolvaskning, en latunhytta och två trådverkshyttor förstördes. Byggnaderna återuppfördes dock snart efteråt.

### Modernisering av bruket

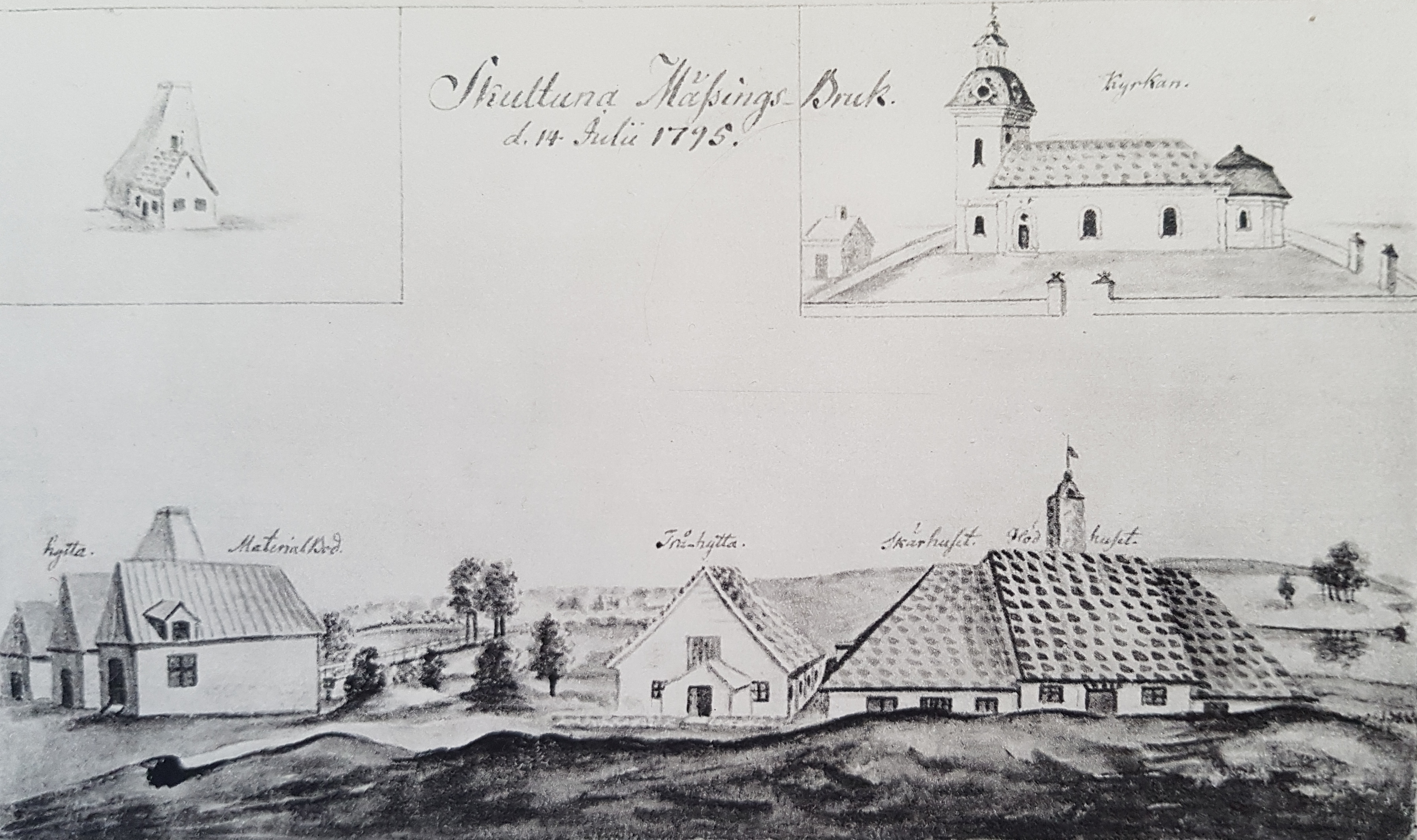
Skultuna bruk 1795, akvarell av J. G. Herstedt.

Abraham Cronström, som 1670 undertecknade köpeavtalet var dock i själva verket endast bulvan för sin bror, kammarrådet och assessorn i Bergskollegium Isaac Cronström som blev den verklige ägaren till Skultuna Bruk. Han hade tidigare köpt Bjurfors mässingsbruk och kom härigenom att kontrollera en tredjedel av den svenska mässingsproduktionen. Då Cronström tog över var anläggningen föråldrad och underhållet eftersatt. Han satte nu igång med att modernisera den. Trådhyttorna som nyuppförts efter branden 1667 revs och ersattes omkring 1671 av ett valsverk. Han lät även konstruera två planérhammare och två stor glöggugnar. Man började nu även med kvalitetsstämpling av produkterna. Isaac Cronström avled 1679 och driften övertogs då av hans änka, Christina Hanssen.
Christina Hanssen hade själv begränsade kunskaper om drift av ett mässingsbruk, men verkar huvudsakligen ha knutit till sig goda medarbetare. Under hennes tid blev delägarna tvungna att hindra att ägarskapet gick från dem i samband med reduktionen. Det misslyckades dock och 1693 drogs bruket in till kronan. Christina Hanssen fick dock behålla Hägervallen med sätesfrihet, något som kom att leda till konflikter med de nya bruksarrendatorerna. Kammarkollegiet försökte övertala Christina Hanssen att fortsätta arrendera bruket, men man misslyckades. Möjligen hade hon för avsikt att förhandla till sig goda villkor för att ha blivit av med bruket då en ny arrendator troligen skulle bli svår att hitta. Man lyckades dock redan 1693 få tag på holländaren Anders Struys som varit kamrer hos Maria Sofia De la Gardie. I själva verket var han endast bulvan för Abel Reenstierna. Att denne inte personligen trädde fram från början var troligen att han inte ville stöta sig med Christina Hanssen, han var systerson till hennes avlidne man. 
Abel Reenstierna hade stora ambitioner, och hade lyckats få kontrollen över stora delar av den svenska mässingsindustrin, och hoppades på det sättet kunna driva upp priserna på mässingsvaror. Försöket slog dock fel, då exporten vid minskade genom att brittiska staten 1688 släppt sitt monopol på mässingsvaror vilket ledde till att det snart växte fram mängder med konkurrenter med god tillgång på galmeja och stenkol för bruksdriften, även om de länge hade svårt att hålla samma kvalitet som den utländska produktionen. 1705 arresterades Reenstierna för obetalda skulder och begärde sig strax efteråt i konkurs. Då hade dock hans bulvan Anders Struys redan 1703 med ett års varsel sagt upp sig som arrendator och 1704 hade Claes Mattiesen övertagit arrendet. Redan från början verkar han ha haft för avsikt att det var sonen Petter som skulle driva verksamheten. Redan 1706 skrevs Petter och hans broder Claes över på arrendekontraktet och sedan Claes Mattiesen avlidit 1707 var det Petter Mattiesen som ensam drev bruket. Det blev dock en svår tid. Vårfloden 1705 förstörde trådhyttedammen, och 1709 förstördes dammar och rännor på nytt av vårfloden. Sedan Danmark återinträtt i kriget mot Sverige 1709 kom exportmöjligheterna att minska. 1710-1711 försvårades transporter till och från bruket av pesten som härjade landet. 1713 brann mjölkvarnen vid Skultuna. Samma år sade Petter Mattiesen upp arrendet av bruket med ett års varsel. Man lyckades dock förmå honom att behålla det ännu ett år för att ge kronan möjlighet att hitta en ny arrendator.
Staten var i behov av pengar och 1715 hölls en offentlig auktion på bruket. Förutom bröderna Mattiesen verkar endast en utländsk köpare ha visat intresse, och denne verkar ha backat ur under budgivningen, och bröderna Claes och Petter Mattiesen köpte samma år bruket. De fortsatta krigsåren försvårade situationen, men Skultuna verkar ha haft en hel del avsättning för mässingsknappar och kokkärl till militären, och fick även större beställningar på posthorn och trummor. Även om bruket knappast blomstrade verkar man ha klarat krisen bättre än många av de andra svenska mässingsbruken. Med freden kom ett uppsving för mässingsproduktionen. Skultuna hade dock svårt att tampas med bristen på kol till brukets drift. Petter Mattiesen, som sedan äldre brodern 1737 avlidit ensam drev bruket började därför köpa upp skattehemman för att öka tillgången på skog. Redan 1722 kunde han köpa Hägervallen från Cronströms ägare, och därefter följde ett flertal skattehemman i Skultunas närhet. 1746 inköptes Surahammars järnbruk, främst för att få tillgång till brukets skogar. Surahammar och Skultuna kom att förbli förenade under närmare hundra år. 1749 avled Petter Mattiesen. I sitt testamente föreskrev han att mässingsbruket skulle göras till fideikommiss. Till första fideikommissinnehavare utsågs hans änka Susanna Westerling.
Susanna Westerling hade inga kunskaper och intresse för de praktiska detaljerna av brukets drift och överlät den på inspektörer. Dessa skötte driften tillfredsställande men utan eget intresse av att utveckla verksamheten. Produktionen var under hennes tid jämförlig med eller något mindre än den vid andra svenska mässingsbruk av samma storlek. Bland annat var hon helt ointresserad av de försök att använda svensk galmeja vid mässingsproduktionen som börjat prövas vid denna tid. Den galmeja som sändes till Skultuna kom att ligga oanvänd vid bruket. Tillsammans hade Petter Mattiesen och Susanna Westerling två döttrar. Den äldsta dog dock utan bröstarvingar 1754. Den yngre dottern Susanna Wilhelmina hade 1749 fött ett oäkta barn med Susannas kusin, Carl Browall. Ett äktenskap hade framtvingats mellan de båda. Carl Browall hade dock haft svårt att försörja familjen och försökt få Susanna att betala ut dotterns hemgift till honom, något som ytterligare kom att bidra till Susannas motvilja mot svärsonen. Förvaltaren Bogislaus von Gagern och fosterdottern/brorsdottern Catharina Elisabeth Westerling underblåste motviljan mot svärsonen, vilket gjorde att hon försökte testamentera iväg så mycket hon kunde av sina ägodelar innan sin död. 1765 avled hon och Carl Browall som hustruns förmyndare inträdde som förvaltare av fideikommisset Skultuna.
Carl Browall hade viss administrativ erfarenhet från sin ämbetsmannabana, men var inte särskilt skicklig som affärsman, saknade begrepp om pengars värde och var impulsiv. Utan att avvakta avkastning från bruken, själv saknade han pengar, började han låna upp pengar för genomföra omfattande ombyggnader, trots att byggnaderna om än inte var helt nya befann sig i försvarligt skick. Av vikt var dock att Browall lyckats bli vän med Sven Rinman. Han konstruerade ett skärverk som 1770 installerades vid Skultuna och avsevärt kunde reducera arbetskostnaden och samtidigt ge en jämnare mässingstråd. 1770 anlades ett tegelbruk vid Skultuna, dels för att kunna ersätta träbyggnaderna vid bruket med mindre brandfarliga i tegel, men även för att få en extra näring som gav stöd under lågkonjunkturer i mässingsnäringen. På inrådan från Sven Rinman gjorde Carl Adlerwald (Browall hade 1770 adlats under det nya namnet) 1773 försök med den 1753 införskaffade svenska galmejan. Den hade legat utomhus och vittrat under tiden och gav nu 66 % av utdelningen jämfört med utländsk galmeja. Trots investeringarna gick Skultuna dåligt. En bidragande orsak var att Adlerwald saknade rörelsekapital och att Skultuna som fideikommiss inte kunde intecknas. Med tiden drog Adlerwald på sig allt större skulder. Då hans hustru avled 1772 försökte han förmå sina söners förmyndare att överta driften av Skultuna. 1773 tvingades han begära tillstånd att inteckna fideikommisset för en skuld till handelshuset Anders Plomgrens Enka & compani på om 300.000 daler k.m i förlagsskuld och 123.955 daler i andra skulder. Man lyckades dock samma år sluta ett avtal där handelshuset arrenderade fideikommisset på 10 års tid mot en årlig avgift på 5.000 riksdaler hamburger banco mot avskrivning av skulderna.

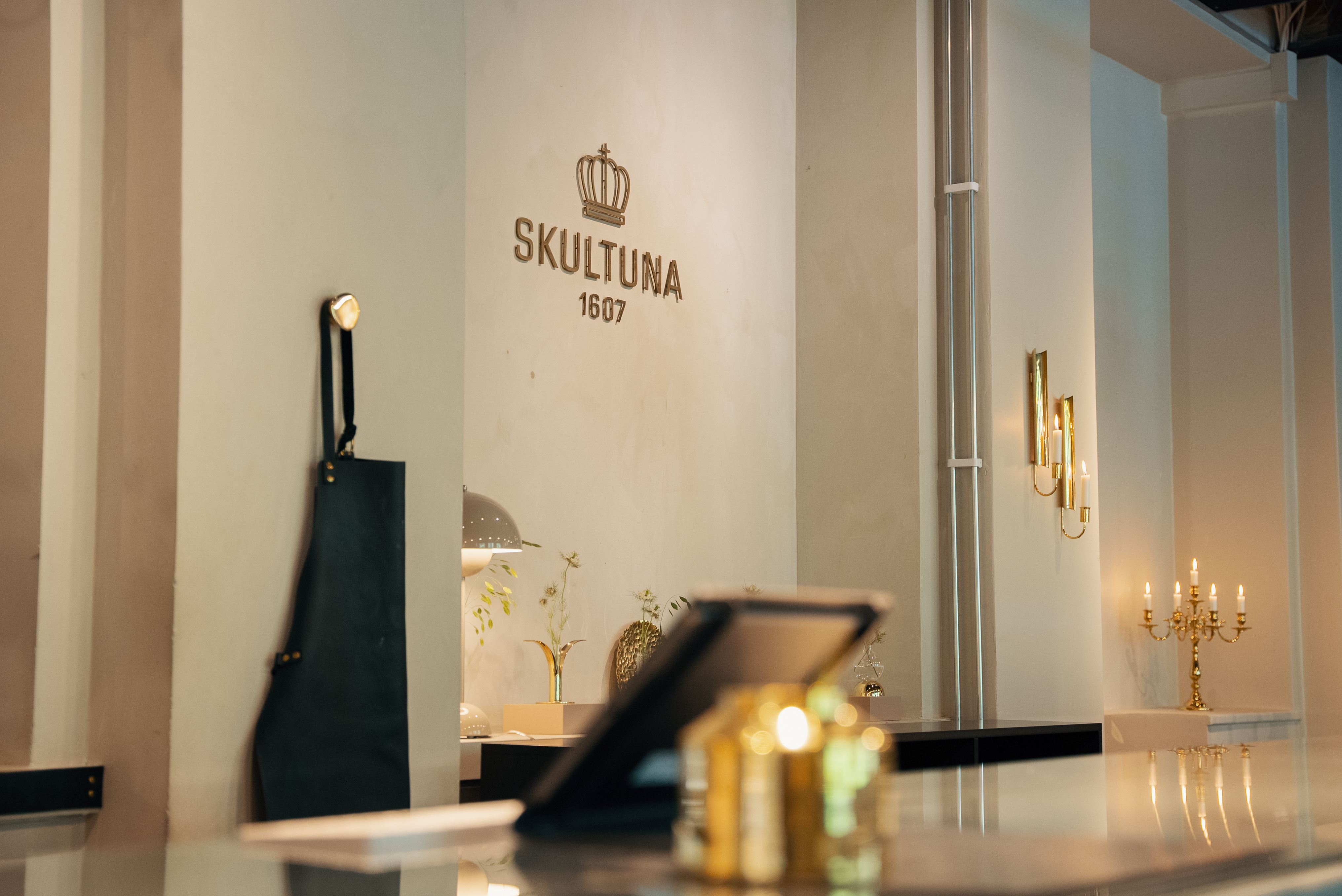
Nyrenoverade butikslokaler på Skultuna Bruk

Inom det plomgrenska handelshuset visade sig dock inte allt stå rätt till. Anders Plomgrens änka Margaretha Plomgren och söner hade överlåtit driften av handelshuset på Anders Plomgrens tidigare bokhållare, grosshandlaren Fredrik Lundin. 1779 visade det sig dock att Fredrik Lundin genom spekulationer ruinerat handelshuset. Arrendet av Skultuna och Surahammar hade han erbjudit den franska firman Colombel Frères som säkerhet för deras fordringar. Firman som importerade stora mängder mässingtråd från Sverige hade med glädje accepterat säkerheten. Lundin hade dock aktat sig för att skriva under någon överlåtelsehandling. Då förhållandet uppenbarade sig flydde han utomlands. Änkan Margareta Biörkman såg nu till att så mycket av handelshusets tillgångar räddades undan konkursboet och fördes över på hennes barn. Sonen Carl Anders Plommenfelt erhöll arrendet av Skultuna som rest på ett ej utbetalt arv efter fadern. Han sålde det dock omedelbart till grosshandlaren Johan Christoffer Pauli. Förfarandet kom att anmälas av konkursboets borgenärer och 1/3 av Skultuna och Surahammars fideikommiss kom därför att ingå i konkursboet. I samband med detta sattes ett nytt kontrakt mellan Pauli och Adlerwald upp. Innehållet var i stort sett snarlik, däremot sattes arrendetiden till åtta år, där efter fyra år Carl Adlerwalds son Carl Jacob skulle träda in som delägare.
Vid en svår eldsvåda 1780 förstördes så gott som hela bruket, inklusive familjen Adlerwalds bostad på Hägervallens gård. Branden innebar att Johan Christoffer Pauli nu försökte få sitt kontrakt hävt och få ut sina tillgodohavanden. Det blev sonen Carl Jacob Adlerwald som räddade situationen. Han skickade ut arbetarna att hugga i fideikommissets skogar. Fadern, som numera bosatt sig på Slagårda på fideikommissets ägor vägrade först att tillåta detta, men lyckades övertalas av sonen sedan han förklarat att han endast med svårighet fått tillstånd till detta från Pauli. En översyn gav vid handen att skadorna var mindre än man först kunde befara. Hälften av arbetarbostäderna hade klarat sig, och man kunde med viss svårighet ordna med tillfälliga bostäder åt alla arbetare. Bruksbyggnaderna i tegel stod ännu kvar till murarna och kunde med begränsad kostnad renoveras. Valsverket var förstört, men man kunde utverka möjlighet att tills vidare valsa vid kronans myntverk i Avesta. Carl Jacob hade stor hjälp i yngre broderns förmyndare, Carl Sparre, som lyckades utverka åtta års skattefrihet för Skultuna. Då Johan Christoffer Pauli inte ville skjuta till mer pengar, tvingades man hitta andra finansvägar. Dels fick man 1781 Kunglig Majestäts tillstånd att ytterligare belåna fideikommisset, och erhöll även ett lån av generalmajor Fredrik Horn samt ett mindre lån för Surahammars räkning hos järnkontoret. 
Carl Jacob Adlerwald, som erhållit en ordentlig utbildning överträffade vida sin far i fråga om ekonomiskt sinnelag sin far. Han lyckades snabbt få upp produktionen, och nådde 1787 sin höjdpunkt för en lång tid framöver. Vis av erfarenheten såg Adlerwald noga till att ha bruket brandförsäkrat, och då trådhyttan 1792 brann innebar det inget större avbräck för bruket. I stället kom den stora katastrofen i form av franska revolutionen. Vid den här tiden utgjorde plåt, men i synnerhet mässingstråd 90 % av produktionen. Huvuddelen av mässingstråden gick på export, och då främst till Frankrike. Den franska valutan råkade i fritt blev oacceptabel för de svenska importörerna, och fransmännen var inte intresserade av svenskarnas krav på betalning i holländska silvermynt. Därtill kom att kriget med Storbritannien innebar att de franska kusterna blockerades och omöjliggjorde införsel av svenska varor. Läget innebar ju även politisk kyla mellan länderna. I stället tvingades Skultuna nu att satsa på den inhemska marknaden. Dels började man satsa på försäljning av latun (mässingsbleck) för vidare försäljning till gelbgjutare och andra mässingshantverkare. Vidare ökade man an produktionen av manufakturvaror, särskilt kittlar. Historiskt hade stadshantverkarna ivrigt protesterat då mässingsbruket velat ge sig in på deras område, men vid denna tid ökade konsumtionen av mässingsvaror och det fanns utrymme för expansion.
Krisen drabbade alla de svenska mässingsbruket, och Norrköping lade 1797 helt ned sin tillverkning. Vid Skultuna började Adlerwald fundera på att göra om bruket till ett järnbruk. Han inlämnade ansökningar och hade fått dem beviljade, men inväntade nu bergskollegiums svar på hur mycket stångjärnssmide som kunde tillåtas vid bruket. Avgörandet drog dock ut på tiden, och från 1802 började Skultuna kunna exportera mässingstråd till Frankrike igen, och frågan om ändring av produktionen sköts upp. 1806 inlämnade han visserligen en ansökan om att få börja tillverka stångjärn i stället för mässing vid Skultuna, och verkar ha fått positiv respons från bergskollegium liksom från sin förläggare firman Tottie & Arfwidson. Adlerwald verkar dock ha slagit tanken ur hågen. Troligen var han medveten om att de skulle bli svårt att finansiera omställningen, och Adlerwald var obenägen för spekulationer. 1816 stängdes de franska gränserna igen. Genom freden i Campo Formio 1797 hade Frankrike själva fått kontroll över huvuddelen av den europeiska mässingsproduktionen, och valde nu att lägga höga skyddstullar på import för att skydda den egna marknaden. Skultuna klarade dock omställningen väl, bättre än de flesta andra mässingsbruken och kunde de flesta år göra en stadig om än liten vinst. Från en bottennotering i produktionen 1792 börjar Skultunas produktion att vända uppåt, och en bit in på 1800-talet lyckades Skultuna etablera sig som det största av de svenska mässingsbruken. Undantagen i den uppåtvändande trenden blev krigsåren 1807-1809 och 1818 då en våldsam vårflod förstörde en av brukets broar, två dammar, flera stenmurar och två hjuldrivna svarvhus i tre våningar, av vilka det ena var nybyggt. Driften vid såväl mässingsbruket, mjölkvarnen och tegelbruket måste också ligga nere tills vattnet sjunkit undan.
En tysk industriman, J. F. L. Hausman, som 1807 besökte Skultuna förvånades över att man då fortfarande brukade galmeja i stället för zink vid framställningen av sin mässing, och att man fortfarande brukade stenformar som importerades från Saint-Malo trots att man i Tyskland vid denna tid lärt sig bruka lokala bergarter och sådana borde finnas i Sverige. Den franska eldfasta leran hade man dock vid det här laget börjat ersätta med lera från gruvan i Höganäs. I många avseenden började den försiktige Adlerwalds produktion att förefalla föråldrad. 1818 verkar man dock första året använda zink i produktionen vid Skultuna. Inköpspriset var högt, och mycket små mängder kom att köpas. Under lång tid därefter används åter endast galmeja, och först 1829 köptes på nytt zink. Efter Adlerwalds tid upphörde tillverkningen med galmeja helt.
I en prislista från slutet av 1840-talet upptas inte mindre än 213 artiklar. Det fanns exempelvis 63 olika ljusstakar och ljuskronor, alltifrån enklaste modeller till 40- pipiga kyrkljusstakar.
Carl Jacob Adlerwald avled 1829. Han saknade inomäktenskapliga barn, och närmaste arvingar till fideikommisset var hans syskonbarn, barn till Beata Wilhelmina Adlerwald och hovjägmästaren Mikael Hammarskjöld. Av dessa var yngste sonen Wilhelm Hammarsköld klen till hälsan, och medan de övriga var officerare, godsägare och ämbetsmän beslöt man att han var den som bäst behövde Skultuna. För att kunna belåna godset för att göra de moderniseringar bruket behövde begärde man nu att få upplösa fideikommisset vilket beviljades 1831. Den formella förvaltaren av fideikommisset var den nära 80-årige bruksinspektorn Daniel Holm, men de facto kom det att skötas av bokhållaren A. W. Nyberg. Han var den som var insatt i den ekonomiska sidan av bruket, och därmed överlåta åt Hammarskjöld att intressera sig för de tekniska och arkitektoniska delarna av verksamheten som intresserade honom mest. Hans hälsa hindrade honom från att själv företa studieresor på kontinenten, men han kom att låta kemiprofessor N. G. Säfström å hans vägnar företa studieresor å hans vägnar. Hammarskjöld lät sälja iväg all gammal galmeja som fanns kvar vid Skultuna efter föregångaren och avbeställde de leveranser som var ingående. Han lyckades även köpa in zink till betydligt lägre priser än föregångaren. Han började med att ersätta de franskimporterade gjutstenarna med sådana i gjutjärn. Senare kom man att införa sandgjutning. Valsverket som konstruerats redan på Isaac Cronströms tid började bli föråldrat, och ersattes med ett av Samuel Owen konstruerat kombinerat vals- och djuppressningsverk som stod färdigt 1833. Man hade tidigare senaste tiden endast producerat eldanlupen svart mässingstråd, men tog nu fram en metod för att beta tråden med svavelsyra. Wilhelm Hammarskjöld lät även ta in tyska hantverkare som moderniserade tillverkningsmetoderna. Då han var sjuklig blev det redan från början bestämt att hans brorson Carl Wilhelm skulle tas in som medhjälpare. Av Skultuna bildades ett bolag med släktingarna som delägare. 1833 valde Wilhelm Hammarskjöld av hälsoskäl att lämna posten som disponent för Skultuna och Carl Wilhelm Hammarsköld trädde i hans ställe. Han hade då visserligen under ett antal år fått arbeta vid Skultuna för att få erfarenheter, och även genomfört en studieresa genom Tyskland och Österrike, men han var endast 25 år och saknade bergsvetenskaplig utbildning. Han hade tidigare varit officer. Hans okunskaper i tekniska frågor kom att leda till att bruket efterhand kom att hamna på efterkälken. De moderniseringar som Wilhelm Hammarskjöld hade genomfört hade kostat mycket pengar. Visserligen gick bruket nu med vinst, men som övriga delägare fordrade utdelningar av vinsten, och Carl Wilhelm saknade pondus i förhållande till sina äldre släktingar och insikter om vad det med tiden kom att innebära för bruket stoppade han inte detta. Under de första åren kunde dock investeringarna som gjorts under början av 1830-talet ge utdelning. Under 1840-talet gav Nyköpings mässingsbruk upp konkurrensen och Skultuna kunde ta över brukets marknadsandelar. Det innebar också en av de få driftsförändringarna under denna tid i det att man 1846 satte upp en knappnålsverkstad med före detta arbetare från Nyköping. Produktionen blev inte lönsam, och torde väl snarast ha startats för att hindra att arbetarna i stället startade upp en ny verksamhet i Nyköping, och snart lades verksamheten ned. Efterhand började avsaknaden i moderniseringar att göra sig påmind och kvaliteten på Skultunas mässing sjönk. 1836 började man tillverka järnplåt för att få en extra inkomst särskilt då konjunkturerna för mässingsvaror var dåliga, möjligen hade Carl Wilhelm Hammarskjöld planer på att förvandla Skultuna till ett järnbruk. Revolutionsåret 1848 innebar dock ett avbräck i den svenska järnexporten och lönsamheten dök. Tillverkningen minskade snabbt och upphörde helt 1853.
Då jordbruket vid Skultunas underlydande gårdar inte räckte för att förse bruket med mat tvingades Hammarskjöld att köpa spannmål och den vägen började han spekulera som grosshandlare i Spannmål. Spannmålshandeln kom snart att bli Skultunas främsta inkomstkälla. Släktingarna som var andelsägare i Skultuna fick del av vinsten, men klagade då de menade att hans handel tog för mycket tid och engagemang från bruksdriften. 1847 blev ett missväxtår, vilket medförde stora förluster för Hammarskjöld. Han spekulerade även med köp av andel i gruvor och järnbruk. Många affärer var goda, men andra som köpen av Västanå och bruk visade sig bli stora förlustaffärer. Vad som förvärrade problemen var att även Carl Wilhelms far Per Hammarskjöld var en obotlig spekulant, som genom en rad misslyckade spekulationer förstörde sin ekonomi. Äldste sonen Mikael Johan Hammarskjöld som kom att gå in för att rädda fadern, och kom därigenom att förstöra sin ekonomi. Carl Wilhelm kom för att rädda hans ekonomi köpa loss hans hårt belånade andelar i Skultuna bruk, något som bidrog till hans eget fall. 1849 begav han sig till London, enligt senare egna för att försöka hitta en köpare av Skultuna. Han torde dock ha varit medveten om att utsikterna var små. 29 december 1849 skickade han brev från Liverpool, där han förklarade att han inte hade för avsikt att återvända till Sverige, och bad hans släktingar att försöka uppskjuta konkursen så länge som möjligt. Därefter flydde han själv till USA.
Fordringsägarna hade dock redan före avresan börjat pocka och sedan Hammarskjöld inte återkommit var konkursen ett faktum. 1850 övertogs bruket av konkursförvaltare. Driften kom att skötas av Gustaf Hanström, som 1851 anställdes som ersättare för Nyberg. Gustaf Hanström, som tidigare varit förvaltare vid Kleva nickelbruk var en ovanligt duglig bruksförvaltare.

### Svenska Metallverken bildas
Försäljningen av Skultuna drog ut på tiden. En auktion 1852 hade blivit fiasko då bruket inte fick ett enda bud. Förslag från gode männen hade gjorts att fordringsägarna skulle gå samman och bilda aktiebolag för att köpa Skultuna, men det motarbetades av de båda största fordringsägarna, Carl Fredrik Löwenborg och Anton Mauritz Nordenskjöld, motsatte sig. Det som även ställde till det var att familjen Rappe helt motsatte sig försäljning av sin andel. Först 1856 lyckades man nå överenskommelse om att försälja 5/6 av Skultuna. Löwenborg och Nordenskjöld lade det högsta budet och blev ägare till Skultuna. Till finansieringen bidrog även deras släktingar i familjen Rappe som därigenom blev delägare i bruket. Löwenborg och Nordenskjöld var gifta med döttrar till Carl Renhold Hammarskjöld, en bror till Vilhelm Hammarskjöld och bruket stannade därmed i släkten. För att möjliggöra större inflöde av kapital beslutade de 1860 om att ombilda Skultuna till aktiebolag under namnet Skultuna Bruk AB.

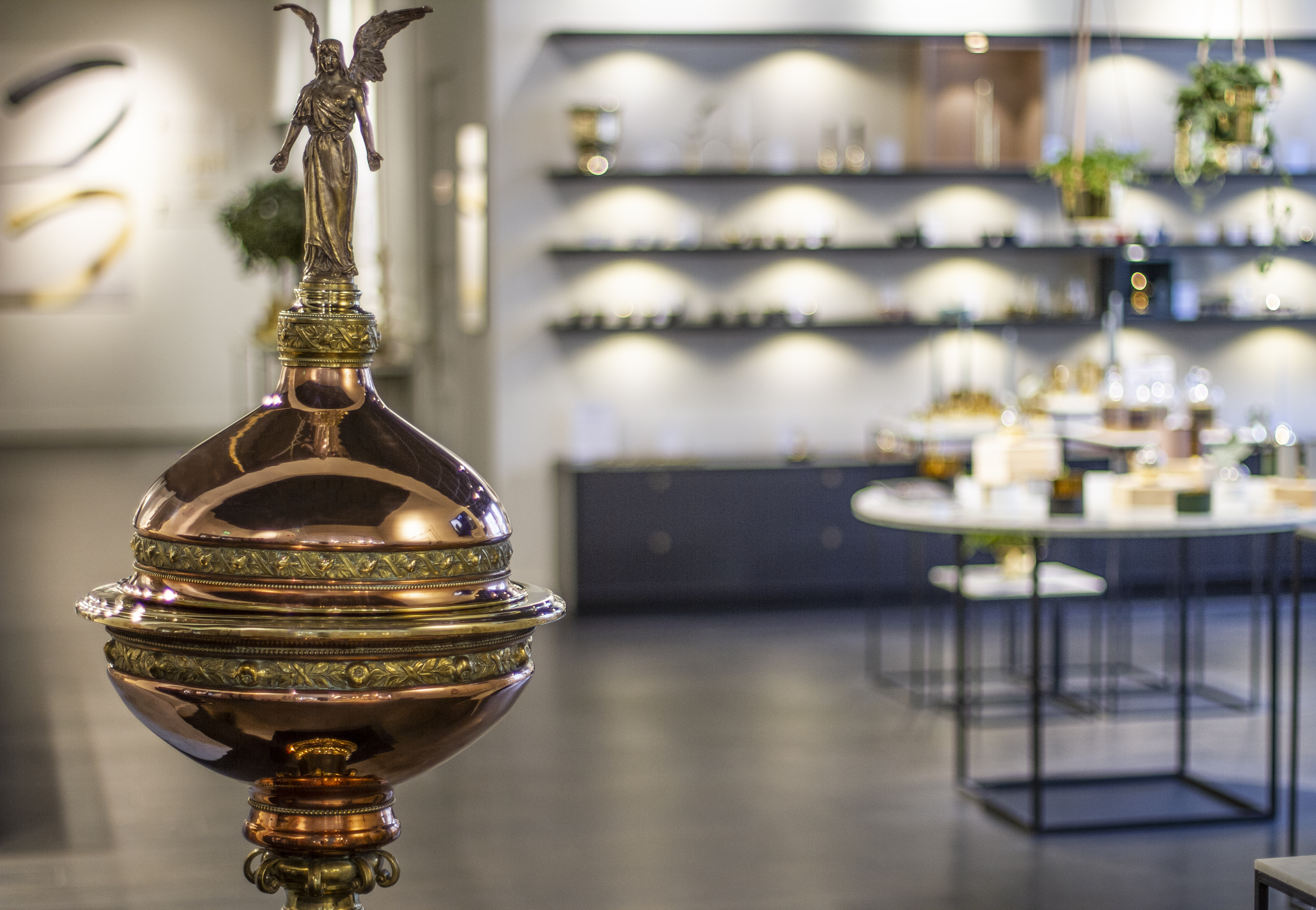
Hjalmar Norrströms dopfunt som fick pris 1897 och 1900.

Gustaf Hanström hade under tiden gjort sitt bästa för att utveckla företaget trots snäva verksamhets ramar. På 1850-talet började man med tegeltillverkning, bland mässingsprodukterna tog man under samma tid upp mässingsduk som en ny vara. Det som kom att få störst betydelse var dock den tillverkning av skeppsförhydningsplåt och spik som inleddes 1855. Till en början var kvaliteten inte den bästa, men efter studieresor till Storbritannien kunde man förbättra sina produkter. Redan 1856 stod förhydningsplåt för 1/4 av Skultunas produktion.  Ganska snart visade sig dock Skultuna ha svårt att följa med i den tekniska utvecklingen av förbättrade legeringar, och lade på 1860-talet ned tillverkningen. Under 1860-talet tog man i stället upp produktion av kopparprodukter. En av de främsta produkterna blev patronhylsor för Gevär m/1867. En annan viktig produkt kom att bli tuber till ångmaskiner. 1855–1858 uppfördes ett nytt valsverk, 1860 byggdes gjuteriet om och 1861–1862 uppfördes ett nytt tråddrageri. Till en början i sitt förnyelsearbete hade Hanström 1855–1858 hjälp av ingenjören och verkmästaren Frans Gustaf Anrep, därefter från 1859 av Reinhold Theodor Björklund. Den senare gjorde flera viktiga uppfinningar som fick stor betydelse för bruket. Han fortsatte sin verksamhet långt efter det att Hanström lämnat bruket. Vid bolagsstämman hösten 1872 riktade Carl Fredrik Löwenborg skarp kritik mot ledningen för att bolaget trots stora investeringar inte gav större avkastning. Hanström tog kritiken som riktad mot honom personligen och ställde sin plats till förfogande. Otto Löwenborg blev interimsförvaltare, och 1873 hittade man en ersättare i form av den tidigare förvaltaren av Kilafors bruk, Hampus Lindman. Otto Löwenborg kom dock att ta över som arrendator av Slagårda gård, och över huvud taget stärktes bolagsstyrelsens inflytande över inspektorerna ökade. En fördel blev dock att man nu började lägga upp femårsplaner som gav bättre möjligheter att planera kostnaderna vid bruket.

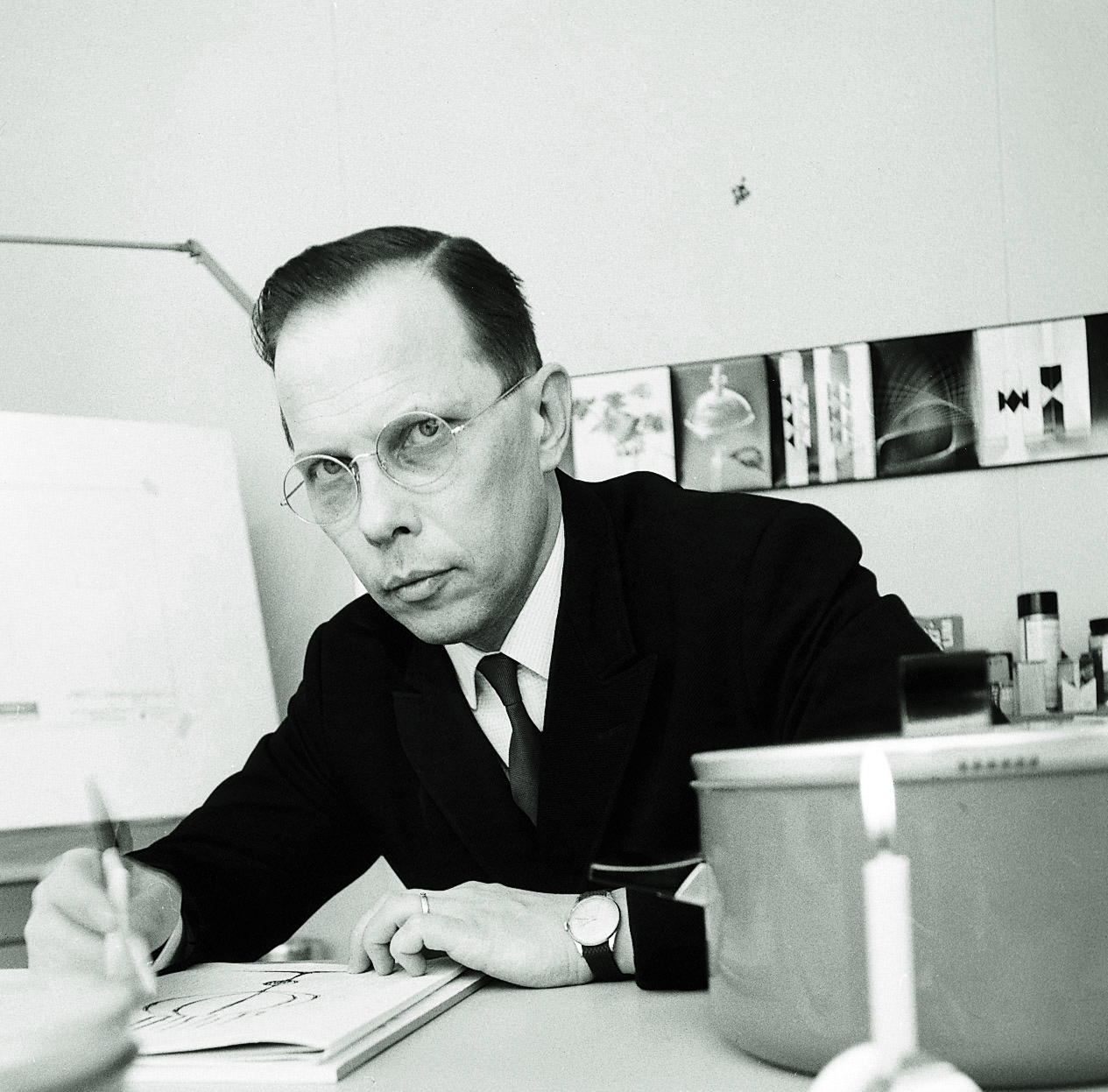
Pierre Forssell verksam i sin studio vid Skultuna Messingsbruk, 1970-tal

Under Stockholmsutställningen 1897 kom Skultunas monter, som bland annat innehöll en spektakulär dopfunt i mässing, formgiven av Hjalmar Norrström, att vara en av de mest uppmärksammade. Dopfunten ställdes också ut i Paris vid Världsutställningen 1900. Där vann den en guldmedalj. Företagets vinst 1897 var emellertid fortfarande svag. Situationen förvärrades närmast ytterligare i samband med att Nordiska Metall AB bildades 1897 i Västerås. Produktionen där kom att bestå av vissa metallhalvfabrikat, främst koppartråd för den elektriska industrin. Detta kom att inkräkta på Skultunas produktionsområde. Efter långdragna diskussioner med konkurrenten i Västerås, samt Granefors mässingsbruk i Blekinge bildades en gemensam försäljningsorganisation. 1902 gick de tre företagen slutligen ihop för att bilda Svenska Metallverken Försäljningsaktiebolag. 
Vid Skultuna Bruk tillverkades då enligt en företagspresentation ”…alla slags kokkärl och husgerådsartiklar av koppar, aluminium och mässing och ren nickel samt större kopparslageriarbeten för tekniska och industriella behof. Inom sistnämnda kategorin märkas helsvetsade aluminiumkärl, aluminiumrörledningar m.m.” Företaget fick problem i samband med bildandet av fackföreningar och storstrejken 1909. Alla tre bolagen gick i likvidation. 1910 bildades det gemensamma Svenska Metallverken. Redan 1912 levererade bolagen stora mängder aluminium- och kopparkabel till byggandet av nya elkraftöverföringslinjer i Sverige. Efter en stor brand 1913 flyttades valsverket, rör- och tråddrageriet, kopparslageriet och pressverkstaden till Västerås. Bruket troddes vara anlagt 1611 till dess att privilegiebrevet med Karl IX:s signatur återfanns i Riksarkivet år 1922, varumärket var därför tidigare Skultuna 1611.

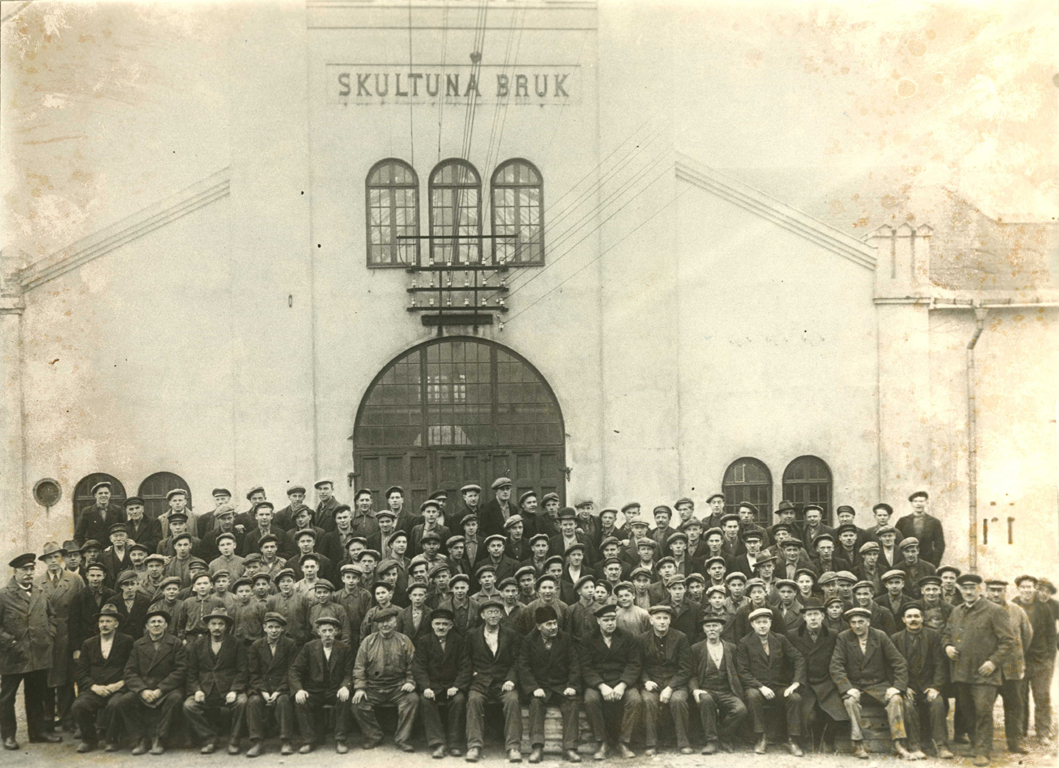
De anställda vid Skultuna Messingsbruk framför fabriken år 1922

### Gränges säljer Skultuna till Wachtmeister
Svenska Metallverken förvärvades 1969 av Trafik AB Grängesberg-Oxelösund (senare namnändrat till Gränges AB). Verksamheten omstrukturerades och fick 1971 namnet Gränges Essem. Gränges Essem delades i sin tur upp i fyra företag 1974. Förutom den traditionella tillverkningen av mässings- och kopparprodukter, kom även produktion av aluminiumfolieprodukter och stötfångare att lokaliseras till orten. Gränges omorganiserades under slutet av 1970- och början av 1980-talet, vilket ledde till att dåvarande VD:n Ian Wachtmeister 1983 övertog tillverkningen av bruksföremål i Skultuna via sitt industriföretag The Empire. Ett annat företag som startades samma år på det gamla bruksområdet var Skultuna Gelbgjuteri AB, idag den största underleverantören till Skultuna Messingsbruk. I mars 1999 delades Skultuna Messingsbruk ut till The Empires aktieägare. Den 1 januari 2002 avnoterades Skultuna Messingsbruk från Aktietorget.
De andra tillverkningsenheterna inom Gränges i Skultuna har därefter successivt funnit nya ägare. Den sista enheten, folietillverkning, såldes 2003 till den italienska koncernen Comital. Skultuna Folie/Comital Skultuna avvecklades den 27 juni 2014 till följd av flera års lönsamhetsbrist. Bland företag verksamma i Skultuna kan Skultuna Flexible AB nämnas.

### Formgivning åter i fokus

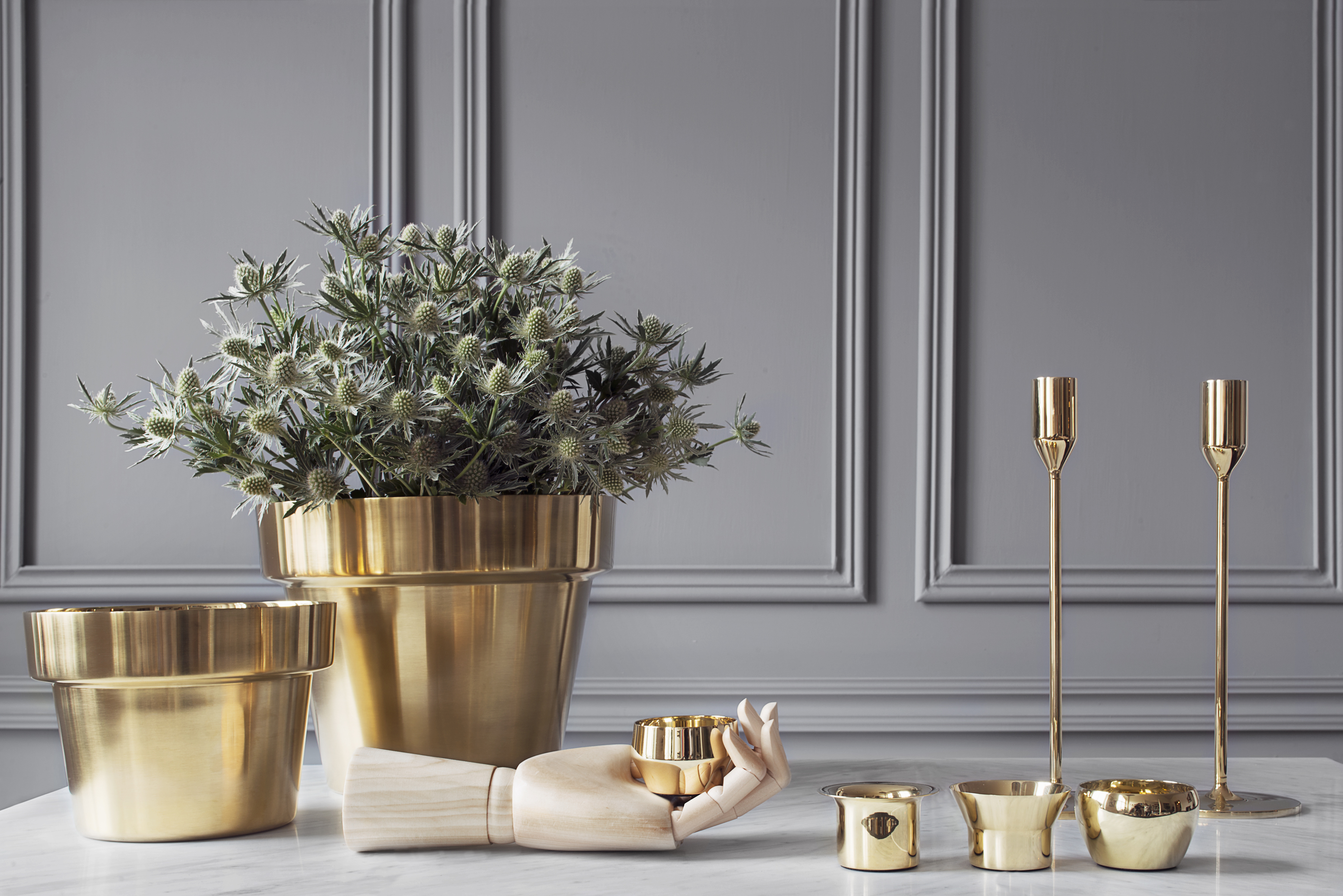
Produkter från 2000-talet formgivna av Monica Förster, Richard Hutten och Claesson-Koivisto-Rune.

1896 anställdes konstnären och formgivaren Carl Hjalmar Norrström vid Skultuna bruk. Under hans tid som konstnärlig ledare fick Skultuna flera utmärkelser, bland annat guldmedaljer för bästa design vid världsutställningarna i Stockholm 1897 och i Paris år 1900 för en magnifik dopfunt som idag finns i Skultunas museum. Silversmeden Pierre Forssell var aktiv under 1950-1970-talet, med sin stramt eleganta formgivning blev Forssell stilbildande för den spirande moderna formgivningen på Skultuna. Under hösten 2015 arrangerade Bukowskis Auktioner en större utställning om Pierre Forssells formgivning för Skultuna i sina auktionslokaler på Nybroplan i Stockholm, en trycksak om Pierre Forssell och hans mest betydande produkter togs också fram till utställningen. Under 1970- och 80-talen samarbetade Skultuna med Sigvard Bernadotte som tog fram en produktlinje för det dukade bordet.

### 400-årsjubileum
I samband med 400-årsjubileet den 14 juni 2007 besökte kronprinsessan Victoria Skultuna Messingsbruk och invigde ett minnesmärke över grundaren Karl IX. Minnesmärket som restes av Skultuna Messingsbruk står vid nerfarten till bruket och består av en bronsplatta föreställande Karl IX fäst på en massiv stenstod av glavaskiffer. Bronsplattan är utförd av skulptören Ernst Nordin som även gjort många svenska mynt. Landshövding Mats Svegfors deltog också vid ceremonin.

## Nutid
Idag samarbetar Skultuna med flera ledande formgivare såsom Ilse Crawford, GamFratesi, Lara Bohinc, Luca Nichetto, Monica Förster, Richard Hutten, Thomas Sandell och Claesson Koivisto Rune. Produktionen, som fortfarande pågår i liten skala, består främst av slutbearbetningar med moment som trumling, polering, montering, stämpling, gravyr, paketering och kvalitetskontroller. Skultunas produkter säljs idag över hela världen, främst genom webbshop och egna butiker på Stureplan och Götgatan i Stockholm samt i Göteborg. I de gamla brukslokalerna i Skultuna finns det idag (förutom produktion och kontor)  museum, Skultuna Flag Ship Store, restaurangen Bistro Bruket (som skapats av Archus Arkitekter 2022) samt outlet med försäljning av Skultunas utgående produkter och 2:a sortering samt en lång rad externa varumärken. 
Skultuna och dess bruk är spelplats för en kriminalroman med Skultunatema "Även som död sig lik" från 2015 av Skultunasonen Hans-Olov Öberg.

## Fotogalleri

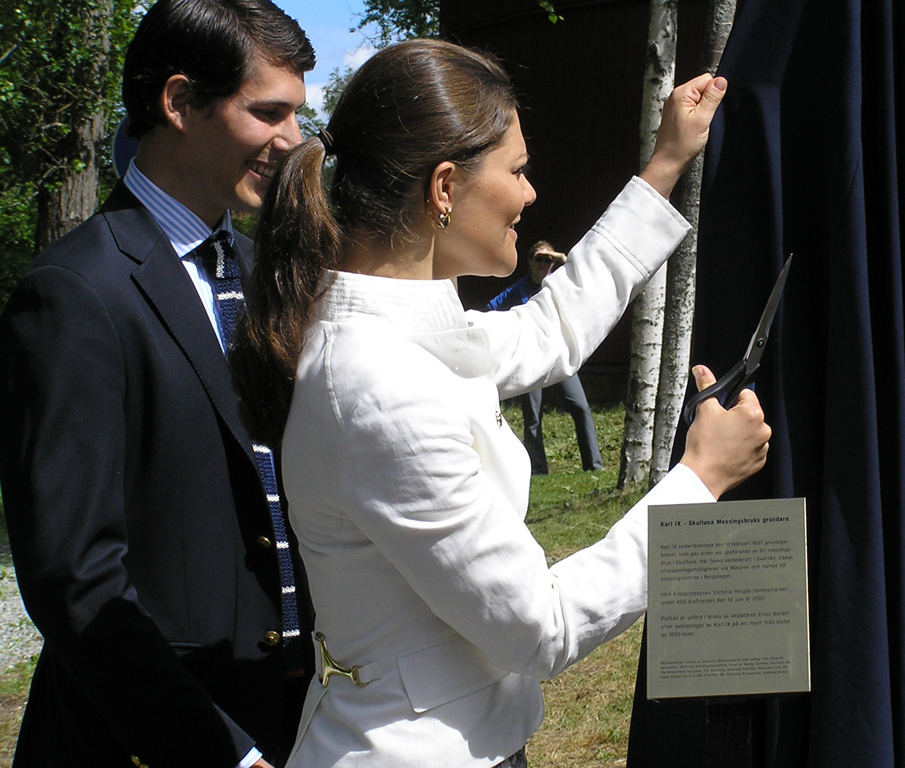
Kronprinsessan Victoria besökte Skultuna Messingsbruk och invigde minnesmärket över grundaren Karl IX i samband med 400-årsjubileet, här tillsammans med vd Viktor Blomqvist.
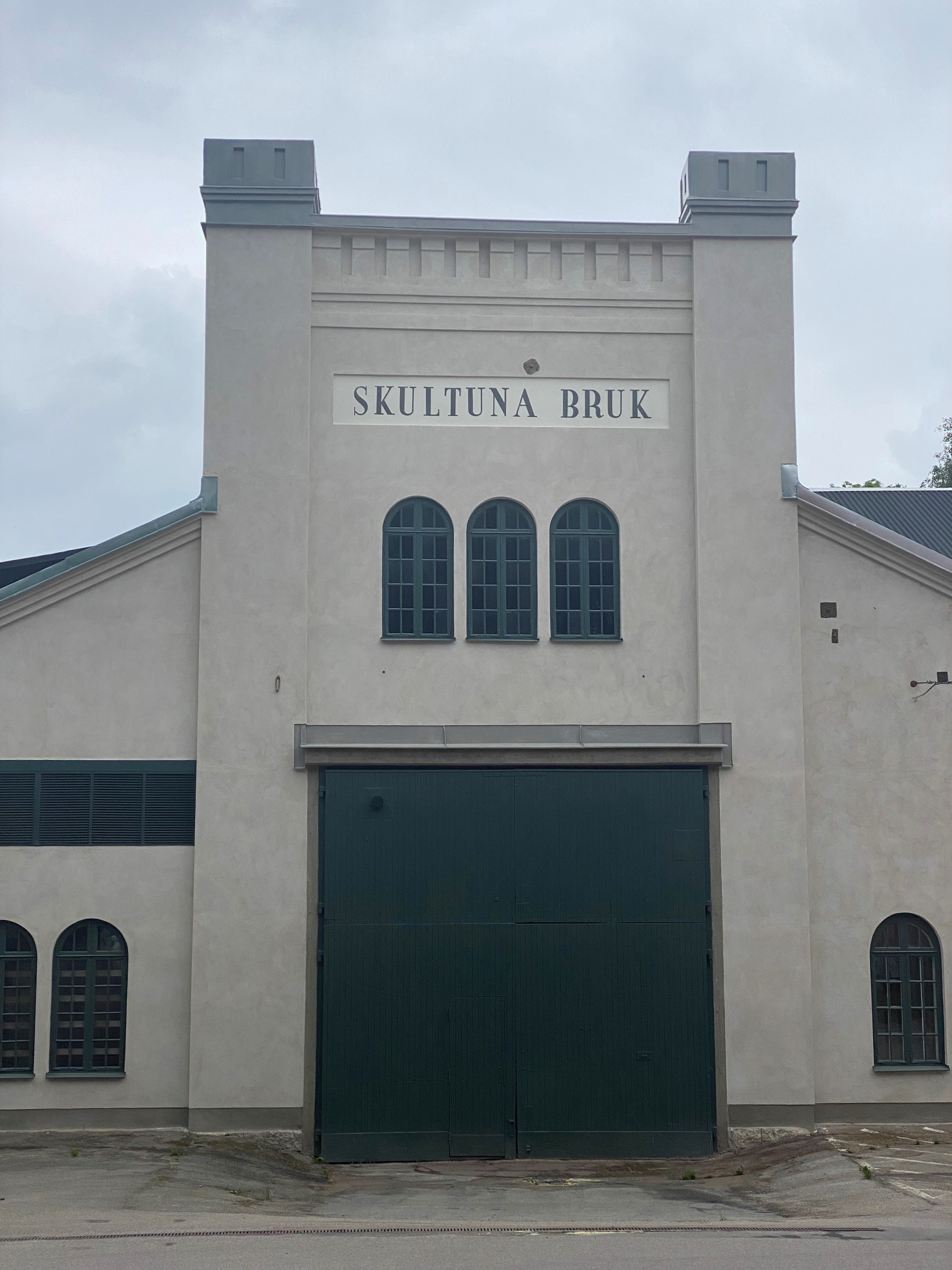
Skultuna Messingsbruk, den gamla porten, nyrenoverad 2021.
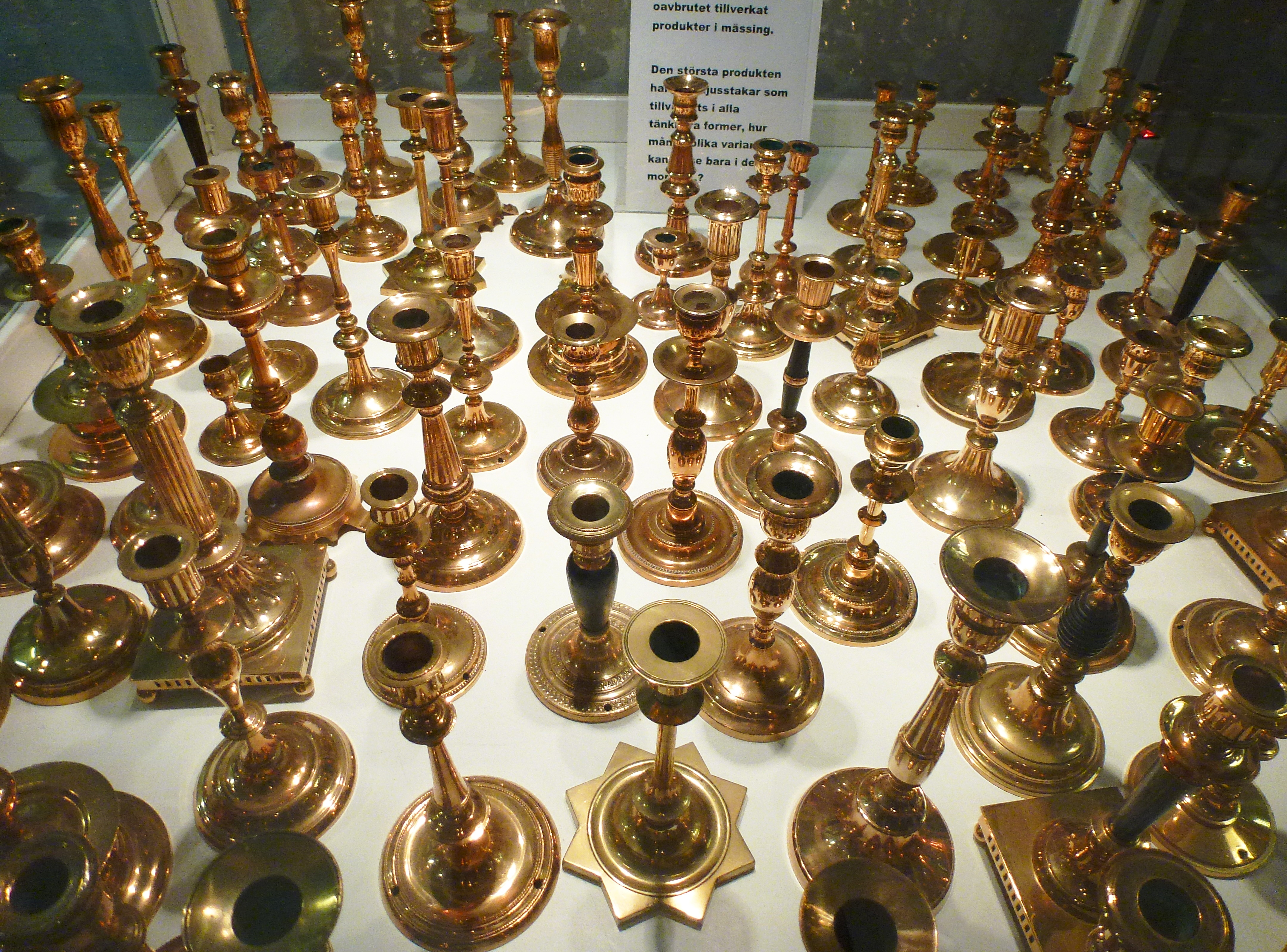
Urval av mässingsljusstakar i museet.
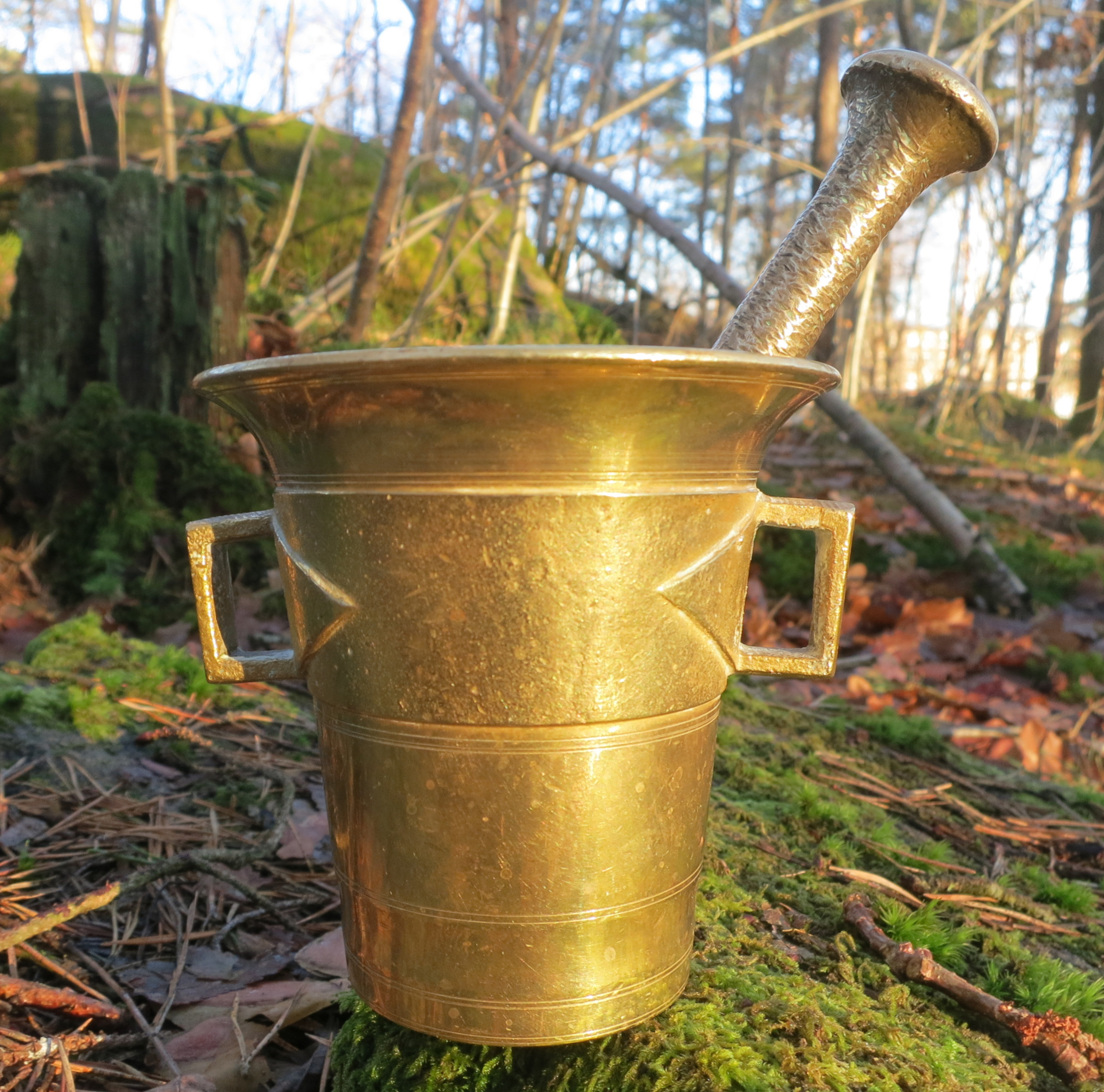
Mässingsmortel med pistill, modell nummer 4, av Skultuna Messingsbruk.
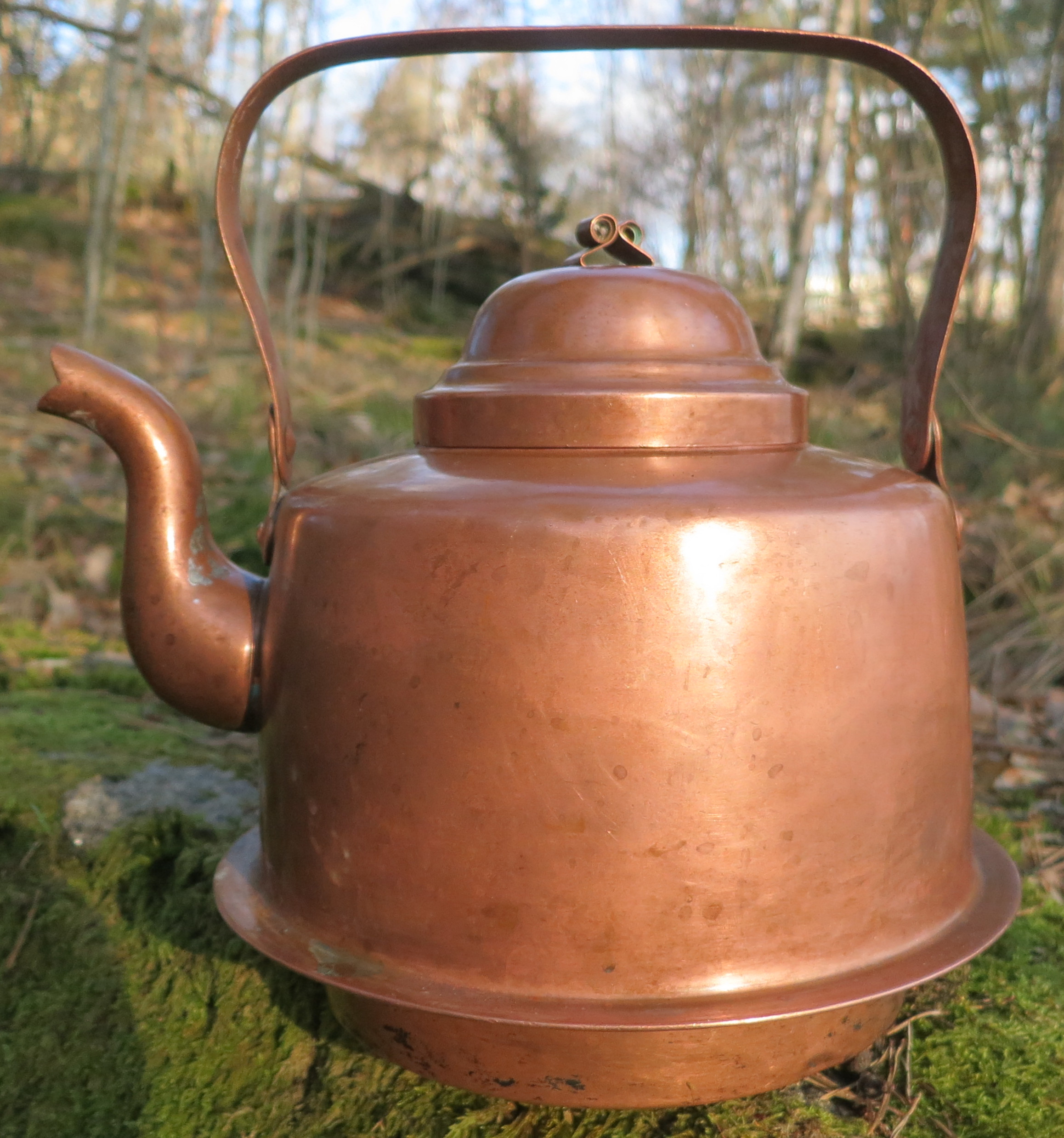
Kaffekittel i koppar, 2.5 l, av Skultuna Messingsbruk.